# Mario Cimarro
Mario Antonio Cimarro Paz (ur. 1 czerwca 1971 w Hawanie) – kubańsko-meksykański aktor telewizyjny i filmowy.

## Życiorys

### Wczesne lata
Urodził się w Hawanie, na Kubie jako jedyny syn Marii Caridad Paz i Antonia Cimarro Luisa. Gdy był nastolatkiem trenował boks wraz z przyjacielem w piwnicy w domu, w którym mieszkał wraz z rodzicami i siostrą Marią Antonią Cimarro Paz. Zaczynał od kursów dla modeli w szkole wdzięku Michelle Pommier. W 1993 studiował aktorstwo i dramat w Meksyku, Sanford Meisner i Michael Chekhov w Los Angeles.

### Kariera
Śladem innych początkujących aktorów, brał udział w wielu castingach, chodził od drzwi do drzwi szukając kontaktów. Nikt nie chciał sprawdzić tego, co umie, póki nie pozbył się kubańskiego akcentu. 
W 1996 zadebiutował na dużym ekranie w szekspirowskiej adaptacji dramatu Romeo i Julia z Leonardem DiCaprio i Claire Danes. Jednak rozgłos przyniosły mu telenowele meksykańskie, argentyńskie, wenezuelskie, kolumbijskie i tajlandzkie. 
Po raz pierwszy pojawił się w telenoweli Zakazane uczucia (Sentimientos ajenosm, 1996). Po niej przyszła rola Gerardo w Gente bien (1997). 
W roku 1999 przyjął obywatelstwo meksykańskie. Zagrał później Luisa Mario Arismendiego, prostego chłopaka pracującego na roli, który walczy o lepszy los dla podobnych do niego farmerów w Gata salvaje (2002-2003). 
Gdy okazało się, że nie zagra głównego bohatera w telenoweli La Tormenta, zainteresował się udziałem w kolumbijskiej telenoweli Prawo pożądania (El Cuerpo del Deseo, 2005), gdzie zagrał młodego rolnika, którego ciało podczas pogrzebu zostaje przyjęte przez duszę milionera i ożywa. Za tę postać Pedro Jose Donoso/Salvadora Cerinzy w 2005 odebrał nagrodę Miami Herald w kategorii najbardziej intensywnego spojrzenia.

### Życie prywatne
Na planie serialu Kobieta mojego życia (La Mujer de mi vida, 1998) w Miami poznał aktorkę wenezuelską Natalię Streignard (ur. 1970), z którą 10 czerwca 1999 wziął ślub. W 2006 doszło do separacji małżonków.

## Filmografia

### filmy fabularne
- 1996: Romeo i Julia (Romeo + Juliet) jako ochroniarz rodu Capuletów
- 2007: Rockaway jako Juju
- 2019: Jesús de Nazareth jako Jan Chrzciciel

### telenowele
- 1995: Acapulco, Cuerpo y Alma
- 1996: Canción de amor
- 1996: Zakazane uczucia (Sentimientos ajenos) jako Ramiro
- 1997: Gente Bien jako Gerardo
- 1998: Kobieta mojego życia (La Mujer de mi vida) jako Antonio Adolfo Thompson Reyes
- 1998: Paulina (La Usurpadora) jako Luciano Alcántara
- 2000: La Casa en la playa jako Roberto Villareal
- 2000: Amor latino jako Ignacio "Nacho" Domeq
- 2001: Krok do szaleństwa (Más que amor, frenesí) jako Santiago Guerrero
- 2002-2003: Gata salvaje jako Luis Mario Arismendi
- 2003-2004: Gorzka zemsta (Pasión de gavilanes) jako Juan Reyes Guerrero
- 2005-: Prawo pożądania (El Cuerpo del Deseo) jako Pedro Jose Donoso/Salvador Cerinza
- 2008-: Zdrada i miłość (La Traicion) jako Hugo de Medina/Alcides de Medina
- 2009-2010: Morze miłości (Mar de amor) jako Victor Manuel Galindez
- 2011: Dziedzictwo del Monte (Los Herederos del Monte) jako Juan del Monte